# Imagawayaki

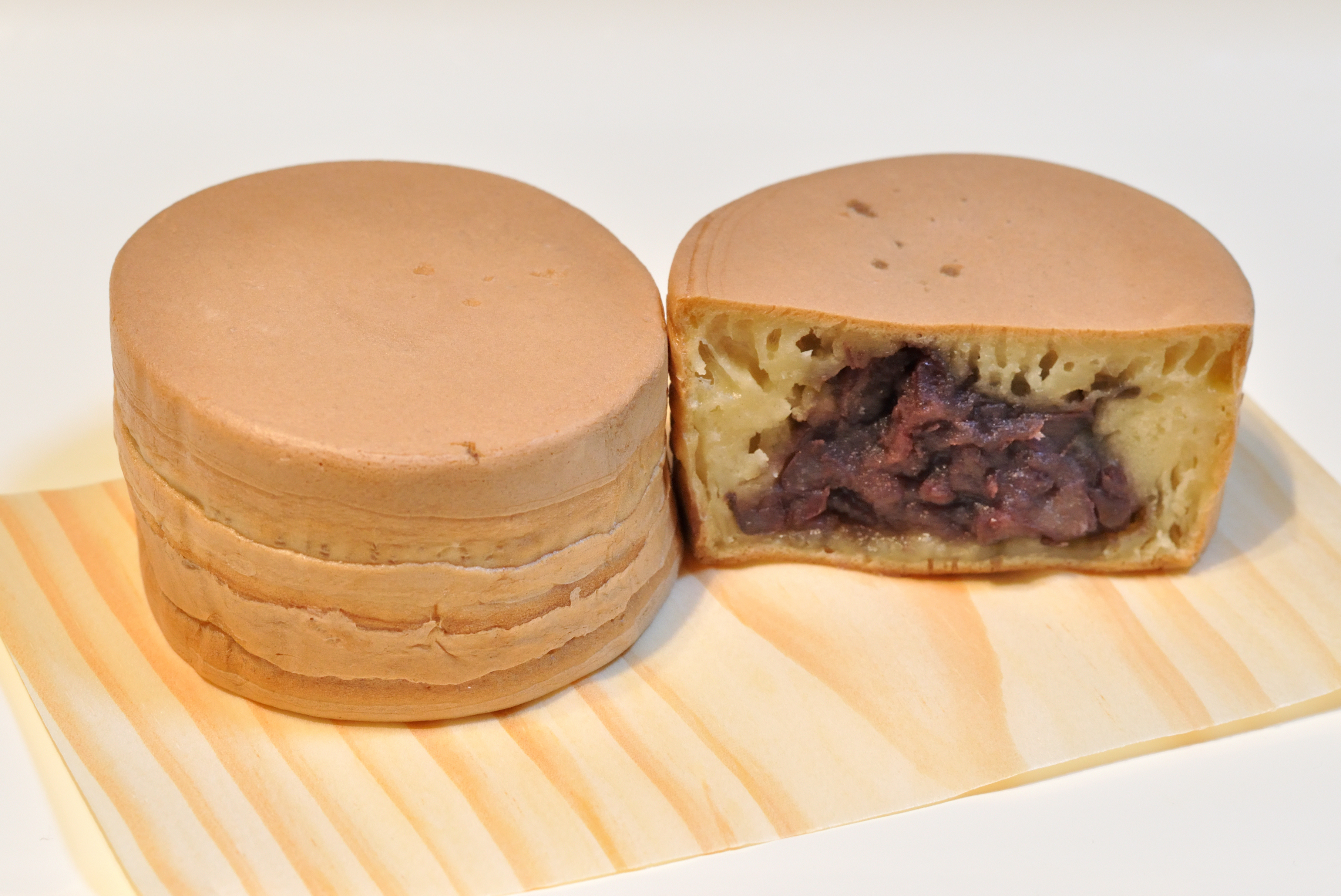
Imagawayaki

Imagawayaki (jap. 今川焼き, „Imagawa-Gebäck“) ist ein rundes japanisches Gebäck. Es besteht aus Mehl, Ei und Zucker.
Imagawayakis werden aus einen Teig ähnlich dem von Pfannkuchen in waffeleisenähnlichen Vorrichtungen hergestellt. Traditionell ist es mit Anko, einer süßen Paste aus roten Adzukibohnen, gefüllt. Heutzutage gibt es noch weitere Füllungen wie zum Beispiel Schokoladencreme, Vanille-Creme (Custardcreme) oder Obstkonserven, aber auch Fleisch, Gemüse und andere. Eine ähnliche Speise ist das Taiyaki.
Der Name Imagawayaki entstand, weil das Gebäck erstmals während der An’ei-Ära (1772–1782) der Edo-Zeit von einem Geschäft in der Nähe der Imagawa-Brücke in Kanda, Edo verkauft wurde.

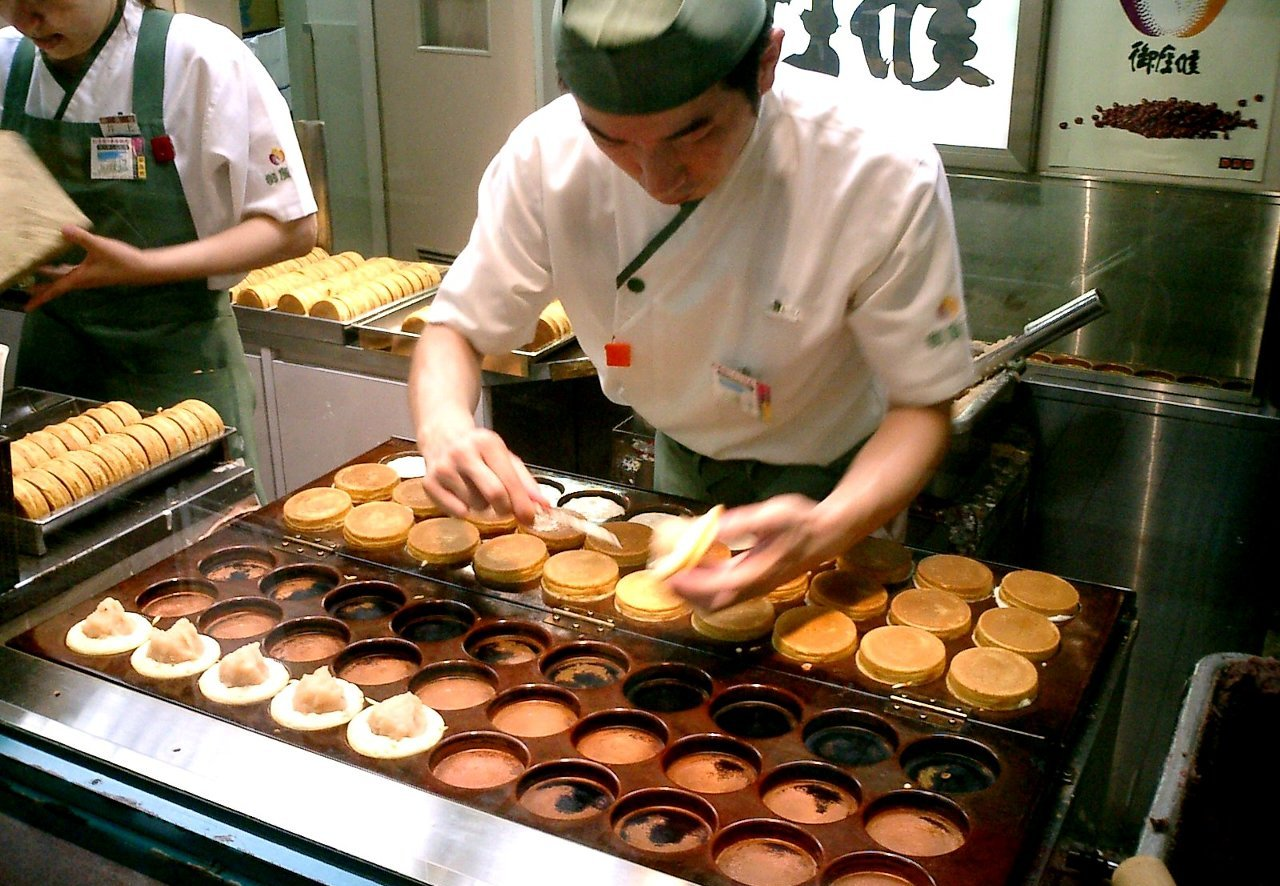
Ein Konditor bei der Herstellung